# أكسل هاغلوند
أكسل هاغلوند (بالفنلندية: Axel Matias Haglund)‏ هو مجدف فنلندي، ولد في 16 ديسمبر 1884 في هلسنكي في فنلندا، وتوفي في 21 فبراير 1948 في ريهيماكي في فنلندا.

## وصلات خارجية
- أكسل هاغلوند على موقع الاتحاد الدولي للتجديف (الإنجليزية)
- أكسل هاغلوند على موقع أوليمبيديا (الإنجليزية)